# Jingchuan
För andra betydelser, se Jingchuan (olika betydelser).
Jingchuan, tidigare stavat Kingchwan, är ett härad inom Pingliangs stad på prefekturnivå i provinsen Gansu i nordvästra Kina.
Jingchuan är indelat i ett stadsdelsdistrikt, elva köpingar, tre socknar och två administrativa enheter på sockennivå.
Stadsdelsdistrikt (jiedao):

- Chengshi Shequ (城市社区街道)

Köpingar (zhen):

- Chengguan (城关镇)
- Dangyuan (党原镇)
- Feiyun (飞云镇)
- Fengtai (丰台镇)
- Gaoping (高平镇)
- Libao (荔堡镇)
- Ruifeng (汭丰镇)
- Taiping (太平镇)
- Wangcun (王村镇)
- Yaodian (窑店镇)
- Yudu (玉都镇)

Socknar (xiang):

- Honghe (红河乡)
- Jingming (泾明乡)
- Luohandong (罗汉洞乡)

Områden på sockennivå:
- Wenquan Jingji Kaifaqu ekonomisk utvecklingszon (温泉经济开发区)
- Zhanglaosi Nongchang jordbruk (张老寺农场)